# John M. Slaton
John Marshall Slaton (Greenville, 25 dicembre 1866 – Atlanta, 11 gennaio 1955) è stato un politico statunitense.

## Biografia
Nativo della Georgia, divenne avvocato. Dagli ultimi anni del XIX secolo entrò in politica, venendo più volte eletto all'Assemblea statale e divenendo presidente del senato georgiano tra il 1909 e il 1913.
Proprio in questa veste nel 1911, alle dimissioni del governatore Hoke Smith, Slaton gli succedette e indisse nuove elezioni per terminarne il mandato. Rimasto in carica appena due mesi, Slaton rimase presidente del senato per un altro anno, correndo poi per la carica di governatore e venendo infine eletto nel 1913. Durante il suo secondo mandato da governatore della Georgia si occupò di mantenere stabili le finanze statali.
Tuttavia è maggiormente ricordato per l'inefficace gestione dell'omicidio di Mary Phagan, uno dei casi giudiziari più controversi della storia della Georgia. Il processo contro il suo supposto assassino, Leo Frank, evidenziò palesi vizi nella conduzione dell'inchiesta, e nonostante avesse ricevuto la pena di morte il giudice raccomandò al governatore di commutarla nel carcere a vita. Slaton, personalmente convinto dell'innocenza di Frank o quantomeno dell'inaffidabilità degli investigatori, accettò la richiesta, e ciò scatenò la reazione inferocita dell'opinione pubblica georgiana, che assediò per settimane il governatore fuori dalla sua residenza. Il caso, avvenuto in prossimità della fine del mandato di Slaton nel 1915, gli pregiudicò a tutti gli effetti la rielezione. Poco dopo una folla inferocita prelevò Frank dal carcere e lo linciò, e Slaton, temendo per la propria vita, fuggì temporaneamente dallo Stato.
Rientrato in Georgia, gli strascichi del caso Phagan lo afflissero per il resto della vita, impedendogli di rientrare in politica. Continuò ad esercitare il mestiere di avvocato, morendo ad Atlanta nel 1955. Slaton, nonostante non fosse riuscito a salvare Frank, venne ricordato tra gli altri da John Fitzgerald Kennedy per la sua integrità.